# Tramwaje w Pátzcuaro
Tramwaje w Pátzcuaro − zlikwidowany system komunikacji tramwajowej w meksykańskim mieście Pátzcuaro.

## Historia
Tramwaje w Pátzcuaro uruchomiono w 1880. Były to tramwaje konne. W eksploatacji znajdowały się wagony wyprodukowane przez Brill w Filadelfii. Tramwaje w Pátzcuaro zlikwidowano w czasie rewolucji meksykańskiej.